# Perarolo di Cadore
Perarolo di Cadore là một đô thị ở tỉnh Belluno trong vùng Veneto, có vị trí cách khoảng 110 km về phía bắc của Venice và khoảng 30 km về phía đông bắc của Belluno. Tại thời điểm ngày 31 tháng 12 năm 2004, đô thị này có dân số 363 và diện tích 43,6 km².
Đô thị Perarolo di Cadore có các frazioni (các đơn vị trực thuộc, chủ yếu là thôn làng) Caralte, Peron, Macchietto, and Fontanelle.
Perarolo di Cadore giáp các đô thị: Cimolais, Erto e Casso, Ospitale di Cadore, Pieve di Cadore, Valle di Cadore.